# Take Me to the Land of Hell
Take Me to the Land of Hell è un album in studio della musicista giapponese Yōko Ono, pubblicato nel 2013 con il nome Yoko Ono Plastic Ono Band.

## Tracce
1. Moonbeams – 5:48
2. Cheshire Cat Cry – 4:58
3. Tabetai – 2:45
4. Bad Dancer – 3:11
5. Little Boy Blue Your Daddy's Gone – 3:47
6. There's No Goodbye Between Us – 2:42
7. 7th Floor – 3:06
8. N.Y. Noodle Town – 3:15
9. Take Me to the Land of Hell – 3:24
10. Watching the Dawn – 2:48
11. Leaving Tim – 2:49
12. Shine, Shine – 4:01
13. Hawk's Call – 0:15